# 比拉希 (哈爾科夫區)
50°8′21″N 36°8′21″E / 50.13917°N 36.13917°E
比拉希（烏克蘭語：Білаші）是位於烏克蘭東部的村莊，由哈爾科夫州哈爾科夫區的德爾哈奇市鎮負責管轄。該村始建於1680年，面積0.31平方公里，海拔高度124米，2001年人口86，人口密度每平方公里277.4人。